# Cosso Cornélio Lêntulo Getúlico
Cosso Cornélio Lêntulo Getúlico (em latim: Cossus Cornelius Lentulus Gaetulicus) foi um político e general romano da gente Cornélia eleito cônsul em 1 a.C. com Lúcio Calpúrnio Pisão.

## História
Apesar de transparecer uma atitude preguiçosa, Cosso recebeu diversos postos importantes em sua carreira. Depois de servir como cônsul em 1 a.C., foi nomeado procônsul da África em 6 d.C... Durante seu mandato, liderou uma campanha vitoriosa contra os getulos, o que lhe valeu o agnome "Getúlico". Um dos poucos homens de confiança do imperador Tibério, Cosso foi enviado à Panônia em 14 para acompanhar seu filho, Druso, numa campanha para sufocar um motim entre as legiões da região. Em 33, recebeu o posto de prefeito urbano, mantendo-o por vários anos antes de sua morte.
Getúlico teve pelo menos dois filhos, Cosso Cornélio Lêntulo, cônsul em 25, e Cneu Cornélio Lêntulo Getúlico, cônsul em 26.